# Rabid (film, 2019)
Pour les articles homonymes, voir Rabid (homonymie).
Pour plus de détails, voir Fiche technique et Distribution.
Rabid est un film canadien réalisé par Jen Soska et Sylvia Soska, sorti en 2019. Il s'agit d'un remake du film du même nom réalisé par David Cronenberg en 1977.

## Synopsis
Rose travaille dans la mode quand un accident la défigure. Elle reçoit un traitement expérimental à base de cellules souches.

## Fiche technique
- Titre : Rabid
- Réalisation : Jen Soska et Sylvia Soska
- Scénario : John Serge, Jen Soska et Sylvia Soska
- Musique : Claude Foisy
- Photographie : Kim Derko
- Montage : Erin Deck
- Production : Paul Lalonde, John Vidette et Michael Walker
- Société de production : Back 40 Pictures et Media Finance Capital
- Société de distribution : Shout! Factory Films (États-Unis)
- Pays :  Canada
- Genre : Horreur et science-fiction
- Durée : 107 minutes
- Dates de sortie : 
  -  États-Unis : 13 décembre 2019 (Internet)

## Distribution
- Laura Vandervoort : Rose
- Benjamin Hollingsworth : Brad Hart
- Ted Atherton : Dr. William Burroughs
- Hanneke Talbot : Chelsea
- Stephen Huszar : Dominic
- Mackenzie Gray : Gunter
- Stephen McHattie : Dr. Keloid
- Kevin Hanchard : Dr. Riley
- Heidi von Palleske : Dr. Elliot
- Joel Labelle : Trent Taylor
- Philip Brook : Billy
- Edie Inksetter : Dr. Beverly
- Tristan Risk : l'infirmière Dana / la créature
- Sylvia Soska : Bev
- Jen Soska : Ellie
- Vanessa Jackson : Cindy
- April Mendez : Kira

## Accueil
Le film a reçu un accueil moyen de la critique. Il obtient un score moyen de 43 % sur Metacritic.